# Timothée O. Wang
Timothée O. Wang est une série de bande dessinée d'aventure humoristique franco-belge créée par Luc Warnant en 1981, avant que les scénaristes J.L. Berger et R. Quarré interviennent dans la seconde aventure. De Soleil Éditions, elle est d'abord publiée le 8 janvier 1981 dans Spirou sous le titre complet Timothée Octave Wang avant d'en faire un seul album cartonné en septembre 1989.
Ceci est toutefois considéré comme un one shot en raison de la sortie d'un seul album chez Soleil Éditions, alors que l'ensemble qu'avait créé l'auteur pour Dupuis possède deux épisodes Timothée Octave Wang et La Statue vivante.

## Descriptions

### Synopsis
Timothée Octave Wang, savant tibétain, qui a la faculté d'élucider les mystères grâce aux dons surnaturels, se lance dans de folles aventures en compagnie du professeur Lafouille et son neveu Philbert.

### Personnages
- Timothée Octave Wang, savant tibétain et ami du professeur Lafouille, élucide avec d'un grand flegme les affaires les plus énigmatiques. Il possède de dons surnaturelles comme la lévitation, la télépathie, le voyage astral.
- Professeur Lafouille, un savant des savants très géniaux.
- Philbert, neveu du professeur Lafouille, est tout le contraire de son oncle, aussi maladroit que niais.
- Professeur Celcius, ami de professeur Lafouille qui volera une de ses inventions.
- Prince Tefoudi, personnage de l'Égypte ancienne ressuscité par des savants, avec qui Timothée Octave Wang et Professeur Lafouille aident à sauver le pharaon.

## La série

### Développement
Luc Warnant, à la fin des années 1970, très jeune alors qu'il était encore étudiant, créa le personnage Timothée Octave Wang, un sacré petit homme assez arrondi venant du Tibet. Durant les vacances estivales, à la fin de ses études, il partait en France avec ses parents et y rencontra par hasard un certain Roland Goossens, connu sous le pseudonyme de Gos, le créateur de Scrameustache avec qui il sympathisait et à qui il montrait ses dessins. Ce dernier lui proposa de reprendre Gil Jourdan. Après quelques essais, grâce au soutien de Gos, Luc Warnant se rendit visite le directeur Charles Dupuis et le rédacteur en chef Thierry Martens et leur montra alors les planches ainsi que ses travaux personnels. « Charles Dupuis, lui, aimait beaucoup les planches mettant en scène un personnage que j'avais créé depuis déjà pas mal de temps, Timothée Octave Wang. Il me donne son accord pour publier cette série et Thierry Martens surenchéri en me conseillant fortement de reprendre Gil Jourdan. Finalement, j'ai écouté Charles Dupuis, je n'ai pas repris Gil Jourdan et j'ai entamé la série Timothée Octave Wang ».

## Postérité

### Publications dansSpirou

Logo apparu dans les pages de Spirou, destinées à cette série, dans les années 1980.

Ses vingt premières planches complètes paraissent à partir du 8 janvier 1981 dans Spirou, en trois parties à suivre. On y voit arriver Philbert dans la villa de son oncle, le professeur Lafouille qui vient d'inventer dans son laboratoire du sous-sol une bombe bactériologique, laquelle est volée par son ami, le professeur Celcius ; c'est le début de la course-poursuite un peu folle avec le savant Timothée Octave Wang.
Luc Warnant se penche ensuite sur une nouvelle aventure en quarante-quatre pages, « je me suis rendu compte qu'il fallait que je travaille avec un scénariste. Je ne me trouvais pas très bon, ça me prenait un temps fou et de plus, mon envie de dessiner était telle que je commençais à dessiner avant même d'avoir écrit le scénario ». Apparaissent alors les noms de J.L. Berger et R. Quarré, inconnus jusqu'à ce jour. ils poursuivirent ensemble l'aventure de Timothée Octave Wang en Égypte. Dans cette histoire, des savants ressuscitent le Prince Tefoudi, cryogénisé depuis l'époque de l'Égypte ancienne, que le professeur Lafouille et Timothée Octave Wang aident afin de regagner le passé pour sauver le pharaon.
Ce nouvel et dernier épisode est publié en quatre parties dans Spirou entre 30 août 1984 et 20 septembre 1984 sous le titre La Statue vivante. Les héros apparaissent pour la première fois, et aussi la dernière, sur la couverture de Spirou no 2421 du 6 septembre 1984.

### Fin de carrière
Ce n'était qu'en pleine période glorieuse qu'avait rencontrée Luc Warnant avec une autre série Soda, créée par Philippe Tome en 1986, le dessinateur avait pris la décision de tout arrêter en 1989, abandonnant le onzième planche du troisième tome Tu ne buteras point. « J'étais très mal. La bande dessinée représentait toute ma vie, j'avais fait les études pour cela, je ne savais rien faire d'autre et quand finalement, j'arrive à me faire une place parmi les auteurs qui marchent je suis obligé, contraint de renoncer ». Il avait donc laissé sa place à Bruno Gazzotti, l'assistant de Tome et Janry avec qui il avait déjà travaillé ensemble sur Le Petit Spirou, et consacré à la réalisation d'animation 3D notamment dans le domaine publicitaire.

### Album chez Soleil Éditions
Soleil Éditions met la seconde aventure La Statue vivante en album cartonné en septembre 1989, sous le titre abrégé Timothée O. Wang sans aucune majuscule et visiblement signé par l'auteur ainsi que les inconnus J.L. Berger et R. Quarré.

## Publications en français

### Revue
Les aventures de Timothée Octave Wang étaient publiées dans Spirou entre 1981 et 1984 :
- Timothée Octave Wang, no 2230 du 8 janvier 1981 au no 2232 du 22 janvier 1981
- La Statue vivante, no 2420 du 30 août 1984 au no 2423 du 20 septembre 1984

### Albums
Édition originale
- La Statue vivante, Soleil Éditions, 1989
Scénario et dessin : Luc Warnant - (ISBN 2-87764-017-5)

Intégrale
- Timothée O. Wang, Hématine, « Maxi-matine », 2018[4]
Scénario et dessin : Luc Warnant - (ISBN 978-2-9601229-4-7)

Autre
- Le Tibétain, Éditions du Tiroir, 2020
Scénario et dessin : Luc Warnant - (ISBN 978-2-931027-18-9)

## Publications à l'étranger

### Album
NéerlandaisThimothey O Wang
- Het levende standbeeld, Farao, Te Gek, 1989
Scénario et dessin : Luc Warnant - (ISBN 9052890188)[5]

### Documentation
- Henri Filippini, « Timothée Octave Wang s’offre une intégrale », sur BD Zoom, 11 mai 2018.
- Marc Dacier, « Luc Warnant : « La solitude du métier d’auteur de BD me pesait énormément... » (interview) », sur Actua BD, 11 mai 2019.